# Bataille d'Al-Chaddadeh (2013)
Pour les articles homonymes, voir Bataille d'Al-Chaddadeh.
Guerre civile syrienne
Batailles
La première bataille d'Al-Chaddadeh a lieu du 12 au 14 février 2013 lors de la guerre civile syrienne. Elle oppose les djihadistes du Front al-Nosra aux forces armées syriennes pour le contrôle de la ville.

## Déroulement

Évolution dans le gouvernorat de Hassaké de février à mars 2013 :
Zone contrôlée par le gouvernement syrien
Zone contrôlée par les rebelles
Zone contrôlée par le PYD

L'attaque commence le 12 février, lorsque deux kamikazes djihadistes se font exploser près de cibles militaires, tuant 14 soldats gouvernementaux. Le 13 février, de violents combats opposent les djihadistes aux forces gouvernementales. Les insurgés parviennent à prendre le contrôle de la majeure partie de la ville en 48 heures. Des dizaines d'employés de la compagnie pétrolière nationale syrienne sont tués dans les quartiers résidentiels de la ville par les islamistes. Les troupes syriennes auraient cependant reçu des renforts depuis Hassaké, située plus au nord. Le 14 février, après trois jours de combats, la ville est prise par le Front al-Nosra.

## Pertes
Selon l'Observatoire syrien des droits de l'homme (OSDH), au moins 40 djihadistes (dont 5 étrangers, koweïtiens ou irakiens) et 100 soldats de l'armée régulière sont tués,,. 
Dans la nuit du 15 février, les loyalistes parviennent à éliminer un commandant du Front al-Nosra, mais perdent au moins sept soldats dans l'opération. Le 17 février, une vidéo est envoyée à l'OSDH témoignant de l'exécution de 5 personnes à Al-Chaddadeh par les djihadistes.